# نائف أبو شارة
نائف أبو شارة إغتاله الموساد في نابلس في 2004.

## إنظر أيضاً
- قائمة الاغتيالات في الصراع العربي - الإسرائيلي